# Iwan Jegorowitsch Wolnow

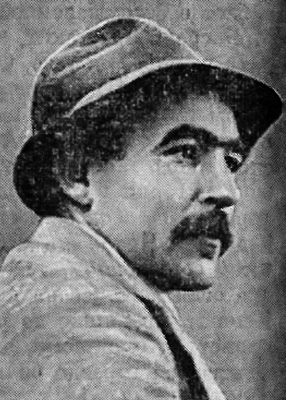
Iwan Wolnow

Iwan Jegorowitsch Wolnow (russisch Иван Егорович Вольнов; englische Transkription Ivan Egorovich Volnov; * 15. Januar 1885; † 9. Januar 1931) war ein russisch-sowjetischer Schriftsteller.
Wolnow stammte aus einem bäuerlichen Milieu. 1903 trat er den Sozialrevolutionären bei, 1908 bis 1910 war er in Haft. Er entkam aus der sibirischen Verbannung und lebte bis 1917 im Ausland.